# Joseph Leidy
Joseph Leidy (Philadelphia, 9 september 1823 – aldaar, 30 april 1891) was een Amerikaans paleontoloog, hoogleraar anatomie aan de universiteit van Pennsylvania en natuurlijke historie aan het Swarthmore College. Hij is vooral bekend vanwege zijn boek Extinct Fauna of Dakota and Nebraska (1869), waarin veel destijds nog onbekende of nooit nader bestudeerde uitgestorven dier- en plantensoorten die ooit in Noord-Amerika voorkwamen, werden beschreven.

## Jeugd
Joseph Leidy werd geboren in Philadelphia in een oorspronkelijk uit Duitsland afkomstige familie. Zijn vader, Philip, was een hoedenmaker. Zijn moeder, Catharine, stierf toen Leidy nog jong was, waarna zijn vader hertrouwde met Christiana Mellick. Leidy had een broer, Thomas.
Met steun van zijn stiefmoeder en na zijn vader te hebben overtuigd, ging Leidy medicijnen studeren aan de Universiteit van Pennsylvania. Hij studeerde in 1844 af.

## Carrière

### Paleontologie
Leidy was de naamgever van het holotype van de Hadrosaurus foulkii, die werd gevonden in een mergelgroeve in Haddonfield, New Jersey. Dit was het eerste bijna geheel complete fossiel van een dinosaurusskelet dat ooit werd gevonden. Het fossiel was ontdekt door William Parker Foulke. Leidy was de eerste onderzoeker van het fossiel die concludeerde dat deze dinosauriër in staat was tot het aannemen van een bipedale houding.
Leidy omschreef ook het holotype van Arctodus (A. simus), de reuzenwolf (Canis dirus) en de Amerikaanse holenleeuw (Panthera leo atrox). E. D. Cope was een leerling van Leidy. De Bone wars en de hieruit voortvloeiende rivaliteit tussen Cope en O. C. Marsh maakten dat Leidy de paleontologie in Amerika vaarwel zei.
Leidy was een van de eerste Amerikaanse wetenschappers die Darwin's evolutietheorie erkende en ervoor lobbyde dat Darwin lid zou mogen worden van de Academy of Natural Sciences.

### Andere wetenschappen
Leidy was behalve paleontoloog ook een parasitoloog. Hij stelde in 1846 vast dat Trichinose werd veroorzaakt door een parasiet die zich bevond in rauw of niet goed gebakken vlees. Hij was ook een pionier op het gebied van protozoölogie. Hij publiceerde op dit vakgebied het boek Fresh-water Rhizopods of North America (1879), dat vandaag nog steeds als bronmateriaal wordt gebruikt.
Leidy verzamelde edelstenen. Hij doneerde zijn collectie voor zijn dood aan het Smithsonian Institution.

### Forensisch onderzoeker
Leidy was in 1846 een van de eersten die een microscoop gebruikte om een moord te onderzoeken. Een man die werd beschuldigd van moord op een boer uit Philadelphia en bleek bloed op zijn kleding en bijl te hebben. De verdachte beweerde dat het bloed afkomstig was van kippen die hij kort geleden zou hebben geslacht. Met zijn microscoop ontdekte Leidy dat het bloed wel degelijk van een mens was daar de rode bloedcellen die hij in de bloedvlekken aantrof geen celkern hadden. Ook bewees hij dat rode bloedcellen van een kip, die wel een celkern hebben, deze kern niet verliezen ook al wordt het bloed urenlang buiten het lichaam blootgesteld aan de buitenlucht.

## Huwelijk en kinderen
Leidy trouwde met Anna Harden, die geïnteresseerd was in zijn werk en hem af en toe zelfs hielp. Zelf kregen de twee geen kinderen, maar ze adopteerden wel een zevenjarig weesmeisje.